# Selina Witschonke
Selina Witschonke, född 17 december 1998, är en schweizisk curlingspelare som representerar det schweiziska landslaget.

## Biografi
Selina Witschonke medverkade vid de olympiska ungdomsspelen 2016 där hon tog brons i lagtävlingen. Hon har medverkat i en VM-turneringar och två europamästerskap. I VM har hon tagit ett silver och i EM har hon tagit två guld.